# Tadahiro Nomura
Tadahiro Nomura (野村忠宏, Nomura Tadahiro) (Koryo, Nara, 10 december 1974) is een Japans judoka. Hij is de enige judoka die driemaal op rij een gouden medaille wist te winnen op de Olympische Spelen.
Hij is de neef van Toyokazu Nomura, een judoka die in de klasse half middengewicht een gouden medaille behaalde op de Olympische Spelen van 1972 in München.

## Titels
- Olympisch kampioen (– 60 kg) - 1996, 2000, 2004
- Wereldkampioen (– 60 kg) - 1997
- Japans kampioen (– 60 kg) - 1997, 2000, 2007

## Erelijst

### Olympische Spelen
- 1996:  Atlanta (–60 kg)
- 2000:  Sydney (–60 kg)
- 2004:  Athene (–60 kg)

### WK
- 1997:  Parijs (–60 kg)
- 2003:  Osaka (–60 kg)

## Beeldmateriaal
- (en) Verschillende wedstrijd videos (judovision.org)

1980: Thierry Rey ·
1984: Shinji Hosokawa ·
1988: Kim Jae-yup ·
1992: Nasim Gusseinov ·
1996: Tadahiro Nomura ·
2000: Tadahiro Nomura ·
2004: Tadahiro Nomura ·
2008: Choi Min-ho ·
2012: Arsen Galstjan ·
2016: Beslan Moedranov ·
2020: Naohisa Takato ·
2024: Yeldos Smetov
- Bibliotheek van het Japanse parlement: 00982136
- Virtual International Authority File: 255581564